# 오카모토 류고
오카모토 류고(일본어: 岡本 隆吾, 1973년 12월 5일 ~ )는 일본의 전 축구 선수이다.

## 구단 경력
과거 오미야 아르디자에서 활동하였다.